# René König
René König (1906-1992) est un sociologue allemand. Il a été très influent sur la sociologie ouest-allemande après 1949.

## Biographie
Né à Magdebourg, à partir de 1925, il est formé à la philosophie, la psychologie, l'éthnologie, et les études islamiques aux universités de Vienne et de Berlin. Il obtient son doctorat (Dr. phil.) en 1930 à l'université de Berlin.
En tant qu'ennemi des nazis, il ne peut pas obtenir son degré post-doctoral (habilitation). C'est pourquoi il émigre en Suisse en 1937 et passe l'examen à l'université de Zurich, en 1938. C'est ainsi qu'il est fortement influencé par Émile Durkheim, Maurice Halbwachs, et Marcel Mauss.
En 1949, il obtient la chaire de la sociologie à l'université de Cologne. C'est autour de lui que se constitue ce qui sera connu plus tard sous le nom d'École de Cologne (« Kölner Schule »). Il finit dans cette université comme professeur émérite en 1974, mourant à Cologne 1992, où il est enterré au cimetière de l'Ouest.

## Analyse
Il n'a jamais abandonné les études culturelles écrivant la première sociologie de la mode, mais en même temps il était un pionnier allemand des méthodes empiriques, par comparaison avec les polarisations idéologiques de beaucoup de collègues contemporains. Il joue aussi un rôle important dans l'Association sociologique internationale.
Son livre le plus populaire et innovateur en République Fédérale d'Allemagne est Fischer Lexikon Soziologie qui atteint une édition de plus de 400 000 exemplaires.
En outre, il est un auteur et un essayiste indépendant et il traduit le nouvelliste sicilien Giovanni Verga de l'italien en allemand.
La Société René König (« René-König-Gesellschaft ») édite ses œuvres complètes. Il publie beaucoup d'études dans les secteurs de la sociologie industrielle, communale, de la famille et du développement, mais aussi dans le secteur de la recherche sociale empirique.

## Publications sur König
- René König: Ich bin Weltbürger. Originaltonaufnahmen 1954-1980, hrsg. v. Jürgen Elias, Eberhard Illner, Oliver König und Klaus Sander. 2-CD-Set. supposé, Köln 2006.  (ISBN 978-3-932513-71-8)
- René König. Soziologe und Humanist. Texte aus vier Jahrzehnten. Hrsg. von Oliver König und Michael Klein. Opladen, Verlag Leske + Budrich 1998. 309 S.,  (ISBN 3-8100-2023-0).